# Lidy Stoppelman
Alida Elisabeth (Lydia of Lidy) Stoppelman (Amsterdam, 3 juli 1933) is een voormalig Nederlands kunstschaatsster.

## Biografie
Stoppelman kreeg als jong meisje jarenlang balletles van Yvonne Georgi, maar stapte later over naar het kunstschaatsen.
Begin jaren vijftig was Stoppelman drie jaar achtereen de Nederlandse kampioene kunstschaatsen. De achttienjarige kunstrijdster werd in 1952, één editie voordat de later zeer succesvolle Sjoukje Dijkstra en Joan Haanappel in actie zouden komen, als eerste kunstschaatsster voor Nederland afgevaardigd naar de Olympische Winterspelen. In de Noorse hoofdstad Oslo behaalde ze de 22e plaats in een veld van ongeveer veertig deelneemsters. Stoppelman deed ook meermalen mee aan de Europese en wereldkampioenschappen.
Stoppelman werd in 1952 tweede en in 1953 derde bij de Richmond Trophy, een naoorlogse internationale kunstschaatscompetitie voor vrouwen. In 1955 ging ze professioneel schaatsen nadat ze instructrice in het kunstschaatsen werd op de HOKIJ in Den Haag. Later werd Stoppelman lerares kunstrijden in het Zwitserse Davos. Ze was gehuwd met Jack Mason, een Engelsman.

## Belangrijke resultaten
| Kampioenschap           | 49/50 | 50/51 | 51/52 | 52/53 | 53/54  |
| ----------------------- | ----- | ----- | ----- | ----- | ------ |
| Olympische Spelen       |       |       | 22e   |       |        |
| Wereldkampioenschap     |       | 22e   | 17e   | 19e   |        |
| Europees kampioenschap  |       | 15e   | 21e   | 9e    | 13e    |
| Nationaal kampioenschap | Brons | Goud  | Goud  | Goud  | t.z.t. |

t.z.t. = trok zich terug